# Michel Desmet
Ne doit pas être confondu avec Michel de Smet.
Pour les articles homonymes, voir Desmet.
Michel Desmet, né le 28 août 1933 à Dunkerque et mort le 27 novembre 2022 dans le 15e arrondissement de Paris, est un haut fonctionnaire et homme politique français.

## Biographie
Né le 28 août 1933 à Dunkerque, Michel Camille Lucien Desmet fait ses débuts en 1956. Diplômé de l'Institut d'études politiques de Paris (section Service public, promotion 1955), il est envoyé à Monaco comme conseiller de gouvernement pour l'Intérieur de 1977 à 1984.
Il mène ensuite une carrière de préfet, dans l'Yonne (1984-1986), les Pyrénées-Atlantiques (1987-1990), le Maine-et-Loire (1990-1993) et préfet de la région Picardie, préfet de la Somme (1993-1995). Alors en poste à Amiens, il doit gérer une bavure policière.
Il a présidé l'Union nationale des associations de sauvegarde de l'enfance, de l'adolescence et des adultes[Quand ?],.
Depuis 2012, il appartient au Comité pour l'histoire préfectorale.
Il meurt à l'âge de 89 ans le 27 novembre 2022 dans le 15e arrondissement de Paris, et est inhumé au cimetière de Novion-Porcien (Ardennes).